# Públio Nônio Asprenas Césio Cassiano
Públio Nônio Asprenas Césio Cassiano (em latim: Publius Nonius Asprenas Caesius Cassianus) foi um senador romano nomeado cônsul sufecto por Vespasiano em algum momento entre 72 e 73. É filho de Públio Nônio Asprenas Calpúrnio Serrano, cônsul ordinário em 38, e sua vida é conhecida apenas através de inscrições.

## Carreira
Uma inscrição da Cilícia relata que ele foi legado imperial na província e ordenou a marcação de suas fronteiras; segundo Werner Eck, seu mandato foi de 72/73 até 74. Como esta data o torna predecessor de Lúcio Otávio Memor, que é atestado como governador em 77, o historiador Ronald Syme observou que Cassiano foi "o primeiro governador de uma nova província estabelecida por Vespasiano em 72". Além disto, Cassiano também é atestado como procônsul da Ásia, um dos mais prestigiosos governos que um senador romano poderia assumir, entre 86 e 87.